# قطعنامه ۱۷۸ شورای امنیت
قطعنامه ۱۷۸ شورای امنیت سازمان ملل متحد که در تاریخ ۲۴ آوریل ۱۹۶۳ تصویب شد، سندی بین‌المللی دربارهٔ شکایت توسط سنگال است. این قطعنامه طی نشست ۱۰۳۳ام با ۱۱ موافق، ۰ مخالف و ۰ ممتنع تصویب شد.